# Beukelsdijk

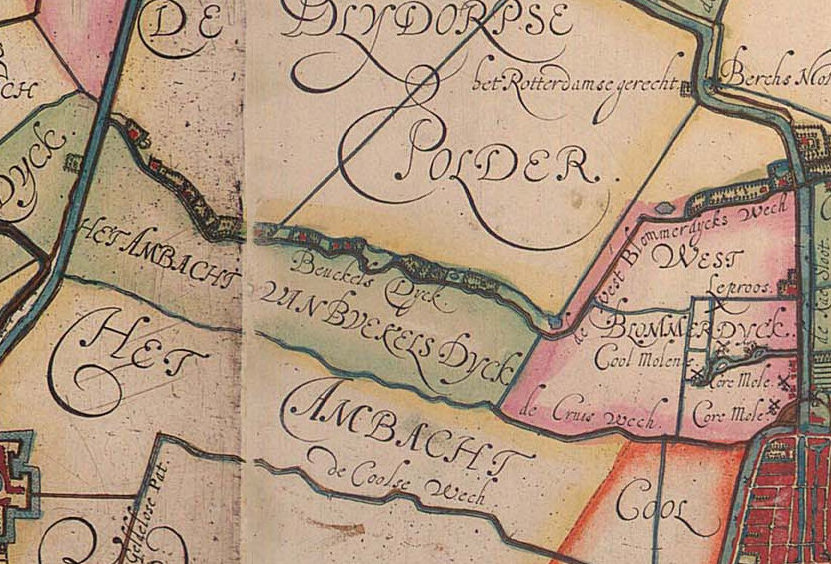
De Beukelsdijk op een kaart uit 1611, door Floris Balthasar.

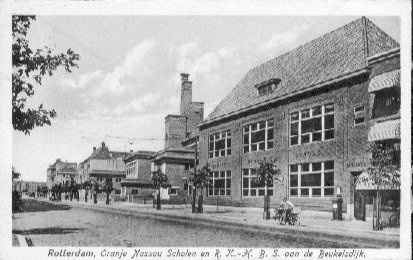
Scholen aan de Beukelsdijk rond 1930

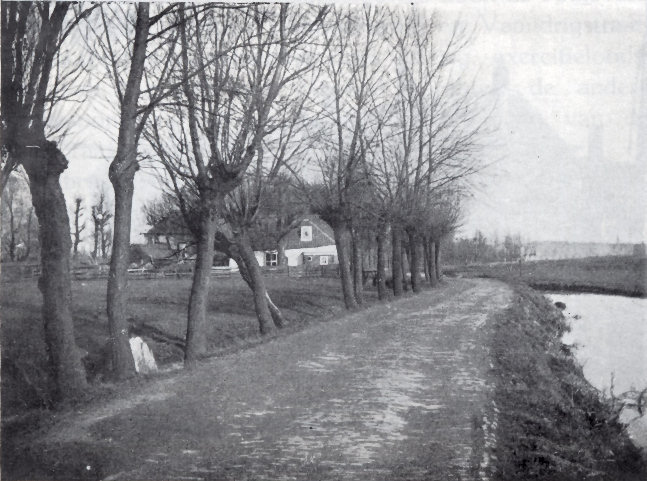
Beukelsdijk eind 19e eeuw

De Beukelsdijk maakt deel uit van de verbindingsroute tussen de noordrand van het centrum van Rotterdam en Schiedam. De Beukelsdijk loopt van de kruising met de Henegouwerlaan bij de tunneltraverse tot aan het Burgemeester Meineszplein in de wijk Middelland.

## Geschiedenis
De Beukelsdijk bestond al in de late middeleeuwen als scheiding tussen de Coolpolder en de Blijdorpse polder. De oude Beukelsdijk liep ongeveer op de plaats van de huidige Beukelsdijk en de Beukelsweg en eindigde bij de Delfshavense Schie. De Beukelsdijk met de omliggende weilanden was ook een ambachtsheerlijkheid met dezelfde naam. De naam Beukelsdijk is een verbastering van Bokel, een familie die rond 1200 in het hof Weena woonde.
De boerderijen rond de Beukelsdijk werden in het begin van de twintigste eeuw afgebroken om plaats te maken voor woningbouw. De straatnamen bij de Beukelsdijk, zoals Essenburgstraat, Velsenluststraat en Jagthuisstraat, verwijzen naar de verdwenen boerderijen. Aan de noordzijde van de Beukelsdijk zijn treinsporen aangelegd voor de spoorlijn Amsterdam - Rotterdam. Ter hoogte van de Beukelsdijk lag stopplaats Beukelsdijk.
De Beukelsdijk is een drukke weg met vooroorlogse bebouwing. De buurt was in de loop der jaren enigszins verpauperd, hetgeen aan het einde van de jaren 2010 tot renovatie leidde. De Beukelsdijk grenst aan het G.W. Burgerplein, waar Pim Fortuyn zijn Rotterdamse villa had. Bekende gebouwen aan de Beukelsdijk zijn het St. Franciscuscollege, een rijksmonument en de St. Willibrorduskerk.

## Trivia
Tijdens de Eerste Wereldoorlog deed het schip USS Beukelsdijk, dat vernoemd was naar de straat, dienst als transportschip van de Amerikaanse marine. Dit was een schip van de Holland Amerika Lijn dat gevorderd was voor oorlogstransporten.